# تیلوا اناگرا
تیلوا اناگرا (به صربی: Tilva Njagra) یک کوه در صربستان است که در Eastern Serbia واقع شده‌است. تیلوا اناگرا ۷۷۰ متر بالاتر از سطح دریا واقع شده‌است.